# El Guamache
El Guamache est la capitale de la paroisse civile de Los Barales de la municipalité de Tubores dans l'État de Nueva Esparta au Venezuela.